# Dina (Pakistan)
Dina (en ourdou : دینہ) est une ville pakistanaise, située dans le district de Jhelum dans le nord de la province du Pendjab. Elle est aussi la capitale du tehsil du même nom.
La ville est située à proximité de la capitale du district de Jhelum, qui se trouve à seulement seize kilomètres au sud. La Grand Trunk Road passe dans le centre de Dina.
La ville vit principalement des devises étrangères issues de la diaspora pakistanaise. On trouve aussi quelques industries dans la ville.
La population de la ville a été multipliée par plus de trois entre 1972 et 2017 selon les recensements officiels, passant de 16 292 habitants à 56 886. Entre 1998 et 2017, la croissance annuelle moyenne s'affiche à 2,0 %, inférieure à la moyenne nationale de 2,4 %. Selon le recensement de 2023, la population de la ville monte à 84 629 habitants.
|            | 1972 (rec.) | 1981 (rec.) | 1998 (rec.) | 2017 (rec.) | 2023 (rec.) |
| ---------- | ----------- | ----------- | ----------- | ----------- | ----------- |
| Population | 16 292      | 23 670      | 38 790      | 56 886      | 84 629      |